# Skredstång
Skredstång, alternativt skrestång eller sälskida, är ett skidliknande redskap som tidigare användes vid säljakt i Bottenviken. En skredstång var väsentligt bredare och längre än en normal skida. Den kunde vara tre-fyra meter lång och någon decimeter bred. Man tog sig fram genom att ha ena benet på skredstången och sparka sig fram med det lediga benet. På detta sätt tog man sig snabbt på snötäckt is och över sprickor i isen. Skredstången användes även när man skulle smyga sig fram till sälen vid dess andningshål i isen. Man låg eller var knäställd på skredstången och sköt sig fram med händerna. I skredstångens främre del hade man en krak, en vit tygskärm bakom vilken man kunde gömma sig. Geväret kunde stickas genom ett hål i skärmens mitt. På skredstången fanns även stöd för geväret och anordning för förvaring av detsamma. Skredstången kunde vara mässingskodd eller försedd med metallskenor som på en sparkstötting.
En modifierad version av skredstången har i långfärdsskridskokretsar utvecklats för transport från land över snötäckta isar fram till åkbara isar. Man använder en kort plastskida med stålkant varpå man moterar en lappbindning. Genom att sparka sig fram med det lediga benet kan man förflytta sig över snötäckt is, packis och snötäckta skär. För att förhindra mjölksyra i skidbenet kan man växelvis byta ben.